# Yam (tribu)
Els Yam, a vegades impròpiament Banu Yam, són una tribu ismaïlita del sud d'Aràbia, al Iemen i l'Aràbia Saudita, avui dia principalment a Nadjran, ciutat i territori annexionats per l'Aràbia Saudita el 1934. Quan els aiúbides van entrar al Iemen el 1173 els Yam dominaven Sanà i els territoris al nord i nord-est de la ciutat, i el Djawf Ibn Nasir (amb el Jabal Yam, d'on probablement eren originaris). El territori dels Yam era conegut com a Balad Yam, nom que es va atribuir principalment al Nadjran. Els genealogistes els consideren una branca dels Banu Hamdan. Els Yam van accedir al poder vers 1138 quan els Banu Hatim (II), el seu clan dirigent (un clan dels Hamdan que estaven dividits en tres grans clans: els Banu Hatim I, els Banu Kubayb i els Banu Hatim II) ocupà Sanà que van disputar als Zaidites del Iemen; els 1173 es van oposar als aiúbides. Van mantenir poder polític fins als 1193. Un parell dels seus emirs van ser afavorits després pels rassúlides que els va conferir una alta posició al nord del Iemen especialment a la segona meitat del segle xiii sota el sultà al-Malik al-Muzaffar Yusuf (1249-1295). Al segle xvi quan els otomans van envair el país els Yam els van donar suport i foren recompensats amb el drets de cobrar tribut a altres tribus que havien estat sotmeses als turcs per la força. Però vers el 1640 es van declarar a favor de l'imam kasímida (o qasímida) zaydita i el van ajudar a expulsar els otomans. A partir del 1760 la funció de daï de Yam fou hereditària en la família dels makràmides de Nadjran. El 1834 el daï va renovar els contactes amb els otomans i van ser favorables a l'Imperi Otomà fins a la seva caiguda el 1918.